# Дейвидсон, Джордж
Джордж Дейвидсон (англ. George Davidson; 1825—1911) — американский астроном, географ, геодезист и инженер.

## Биография
Дейвидсон родился 9 мая 1825 года в Ноттингеме (Англия). В 1832 году он эмигрировал со своими родителями в Пенсильванию в США. До 1845 года он ходил в Центральную среднюю школу в Филадельфии, которую окончил как лучший в своём классе. Уже будучи студентом он проявлял интерес к науке и помогал физику Александру Д. Бейчу в его работе по магнетизму.
После окончания института он начал работать в Национальной геодезической службе, где отвечал за съёмку побережья. До 1850 года он работал в разных местах на восточном побережье, но затем переехал в Калифорнию. Там он рассчитал координаты нескольких важных прибрежных ориентиров на западном побережье (например, Пьюджет-саунд). В 1853 году он дал названия нескольким горным вершинам Олимпик-Маунтинс в штате Вашингтон, включая гору Эллинор, которую он назвал в честь своей будущей жены Эллинор Фонтлерой.
С 1861 по 1867 год Дейвидсон снова был на Атлантике, где руководил строительством прибрежных и речных водосливов. В 1866 году он ненадолго был в Панаме, где исследовал возможности канала на перешейке между Северной и Южной Америкой. Строительство Панамского канала началось почти 40 лет спустя. В 1867 году он был назначен руководителем исследования по изучению географии и изобилию природных ресурсов Аляски, прежде чем Конгресс США приобрёл эту территорию.
В 1860-х и 70-х годах он путешествовал по Китаю, Египту, Индии и Европе в исследовательских целях. С 1866 года он был членом Американского философского общества. Он был принят в Национальную академию наук США в 1874 году и Американскую академию искусств и наук в 1887 году. С 1901 года он был членом-корреспондентом Академии наук в Париже. В 1906 году был одним из учредителей Сейсмологического общества Америки и его первым Президентом (1906-1909).
В 1895 году Дейвидсон оставил Береговую службу после 50 лет службы и ушёл в отставку. Тем не менее, он оставался почётным профессором в Калифорнийском университете в Беркли до своей смерти в 1911 году.
Одним из его самых значительных наследий является обсерватория Дейвидсона в Сан-Франциско, которая была первой астрономической обсерваторией на тихоокеанском побережье США.
В честь Дейвидсона названо сезонное тёплое океанское течение на побережье Калифорнии (течение Дейвидсона), которое он обнаружил, а также глубоководная горная вершина и ледник на Аляске.
Он был награждён медалью Дейли Американским географическим обществом в 1908 году.